# Mecynostomum predatum
Mecynostomum predatum är en plattmaskart som beskrevs av Faubel 1976. Mecynostomum predatum ingår i släktet Mecynostomum och familjen Mecynostomidae. Inga underarter finns listade i Catalogue of Life.